# 노르웨이의 동성결혼
노르웨이는 2009년 1월 1일부터 동성결혼을 정식으로 시행하고 있다. 노르웨이 의회는 2008년 6월 성별에 관계없이 결혼할 수 있게 결혼 법을 개정하였다. 노르웨이는 스칸디나비아 국가들에선 처음으로, 세계에서는 여섯번째로 동성결혼을 합법화한 나라이다.

## 시민결합
노르웨이는 1993년 4월 30일 시민결합법안이 의회를 통과하여 1993년 8월 1일부터 시민결합 제도를 정식 도입하였다. 노르웨이는 덴마크 다음으로 세계에서 두번째로 시민결합 제도를 도입한 나라이다. 노르웨이의 시민결합은 결혼과 거의 동등한 권리와 의무, 혜택을 보장받는다. 하지만 입양법에 의해 동성커플은 아이를 입양할 수 없으며, 인공 수정 또한 '결혼한' 부부에게만 한정되었다. 그러나 2001년 6월 동성커플에게도 입양권을 보장하는 개정안이 의회를 통과하였다. 개정안은 2002년 1월 1일부터 효력을 발휘했다.
2002년 로이터에 의하면 매해 약 150여 쌍의 커플이 시민결합에 등록했다고 한다. 시민결합에 등록한 주요 인물로는 전 재무부장관인 퍼-크리스티안 포스가 있다.
노르웨이에서 동성결혼이 허용된 후 시민결합에 등록된 커플은 시민결합에 그대로 남아있거나 결혼한 부부로 지위를 변경할 수 있다. 하지만 새로운 시민결합 등록은 받지 않는다.

## 동성결혼
2004년 11월 18일 사회주의 좌파당의 두 의원은 시민 결합법을 폐지하고 동성결혼을 허용하는 결혼 개정안을 담은 법안을 발의하였다. 하지만 우파당 내각의 요구에 의해 법안이 철회되었다. 2005년 총선을 통해 새로 정권을 잡은 옌스 스톨텐베르그 2차 내각은 소리아 모리아 선언을 통해 동성결혼 입법 의지를 나타냈다. 2007년 5월 16일에는 공청회를 열었다.
2008년 5월 29일 AP 통신은 야당인 노동당과 우파당이 동성결혼 법안에 지지하기로 했다는 기사를 내보냈다. 그러나 연립내각에 참여한 3개 정당 간의 의견 불일치로 해당 법안이 의회를 통과할 수 있을지 불투명해졌다.
노르웨이 하원의회는 2008년 6월 11일 1차 독회를 갖고 찬성표 84, 반대 41표로 동성결혼 법안을 통과시켰다. 법안은 동성부부도 이성부부와 마찬가지로 동일한 권리를 갖도록하며 온전한 입양권과 임신보조술을 보장하는 내용을 담고 있다. 의회는 법안의 용어를 좀 더 성중립적으로 바꿀 것을 요구하였다. 노르웨이 상원은 6월 17일 찬성 23표 반대 17표로 법안을 통과시켰다. 노르웨이의 국왕 하랄 5세는 법안에 서명하였으며 2009년 1월 1일부터 공식적으로 효력을 발휘하게 되었다.
2014년 노르웨이 국교회는 전국협의회에서 교회의 동성결혼 주례에 반대하는 결의안을 채택하였으나, 그러나 2016년 4월 11일 결의안이 번복되어 교구의 재량에 따라 동성결혼식 주례를 허용하였다.

## 여론
2003년부터 2013년 사이 치루어진 6번의 여론 조사에서 각각 61%와 63%, 66%, 58%, 70%, 78%의 노르웨이인이 동성결혼에 찬성한다고 답했다.